# Ansitz Greifenegg

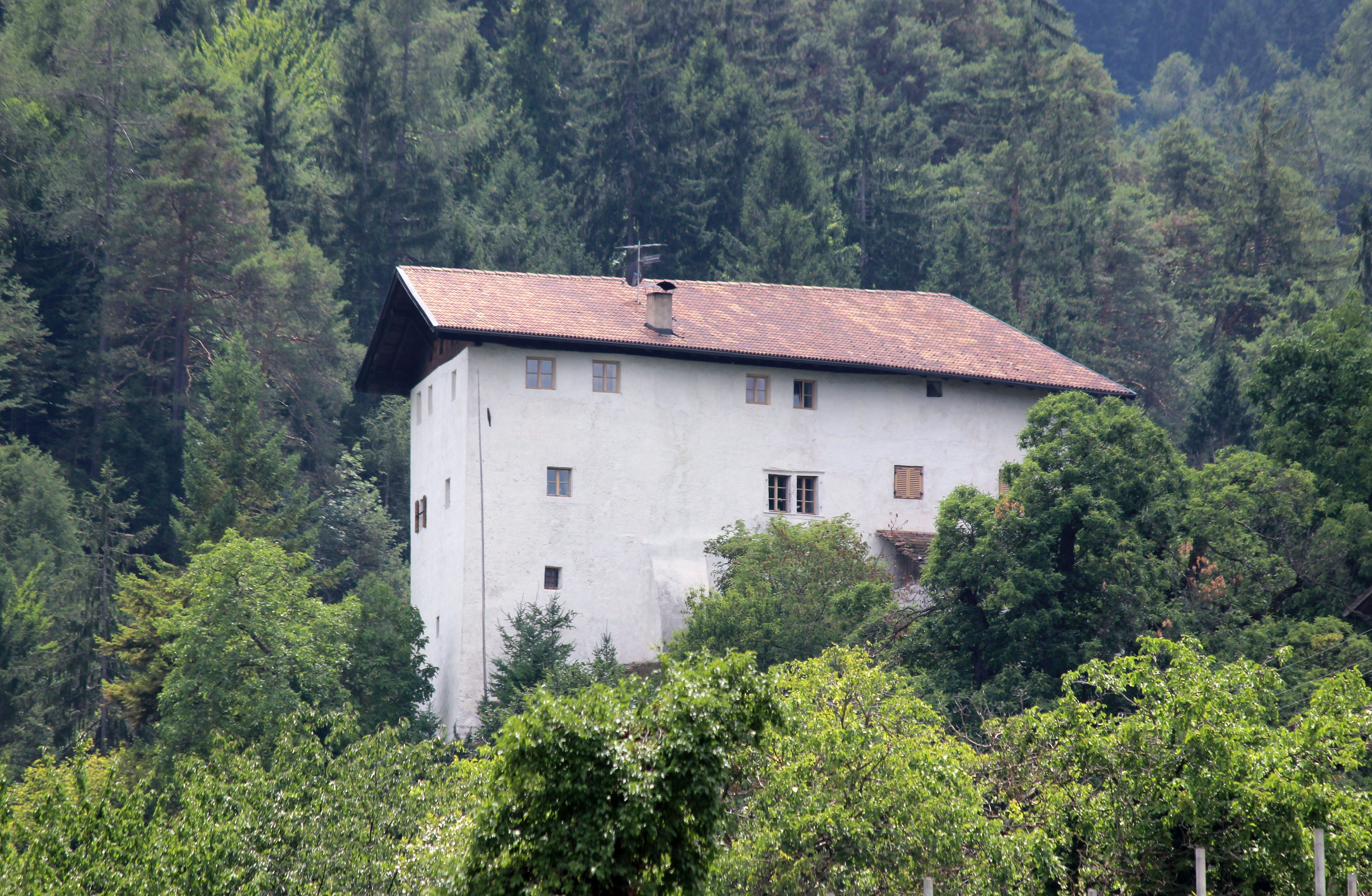
Greifenegg

Greifenegg ist ein ehemaliger Ansitz und geschütztes Baudenkmal in Prissian, einer Fraktion der Gemeinde Tisens in Südtirol.

## Geschichte
Das Anwesen geht auf einen zwischen dem 12. und dem 13. Jahrhundert turmähnlichen Bau zurück und war der Stammsitz der seit 1298 beurkundeten Herren von Greineck. Durch Heirat der Letzten von Greineck fiel der Bau 1388 an die Greifen von Mais. Mit dem Besitzerwechsel nahm der Ansitz wahrscheinlich den Namen Greifengg an. In der zweiten Hälfte des 15. Jahrhunderts gelangten die Herren von Wolkenstein in den Besitz von Greifenegg und vergaben den Ansitz als Lehen an Erasmus von Stetten. Später übernahmen die Stöckler das Anwesen, bis es 1595 an Paul von Goldegg fiel. Mit der Heirat von Katharina von Goldegg erbte Greifenegg im 17. Jahrhundert die Freiherren von Hausmann. Letzte adlige Besitzer waren seit Mitte des 18. Jahrhunderts die Freiherren von Andrian-Werburg. Anschließend kam der Hof in bäuerliche Hände. Heutige Eigentümer sind die Familie Knoll. Am 5. Oktober 1981 erfolgte die Aufnahme in die Baudenkmalliste.

## Beschreibung
Der viereckige Bau liegt auf einem Hang am Prissianer-Bach oberhalb von Prissian. Durch Umbauten, wie dem Anbringen eines Satteldaches und der Erweiterung zu einem Bauernhof, wurde das Bauwerk in seinem Aussehen wesentlich verändert. Von den Zinnen und Erkern sind, wie von der Außenmauer, allenfalls noch Spuren zu erkennen. Im Inneren sind noch die Täfelung und eine Zimmerdecke aus der Zeit der Renaissance erhalten geblieben. Eine Inschrift im Dachgeschoss verweist auf das Jahr 1670.